# エンリコ・マッテイ

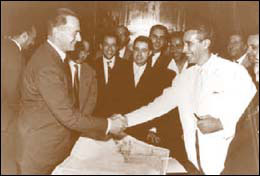
対等なパートナーシップ締結に合意したマッティ（左）とブアビッドモロッコ経済財政相

エンリコ・マッテイ（Enrico Mattei、1906年4月29日 - 1962年10月27日）は、イタリアの実業家、政治家。
長年にわたりイタリア国営石油会社ENIを率い、当時ヨーロッパの石油市場を独占していたメジャーに対抗した。マッテイはキリスト教民主主義の党員であり、1948年から1953年にかけては議員も務めた。1962年に飛行機事故により死亡したが、メジャーとの対立を続けたその経歴から謀殺の噂が今も絶えない。

## 経歴

### 生い立ち
マッテイはマルケ州ペーザロ・エ・ウルビーノ県アックアラーニャで生まれた。父親の職業はカラビニエリ。24歳のときにミラノに移り、レジスタンス組織Resistenzaに参加、パルチザンとして名を挙げた。1945年、パルチザン政治組織CLN(Comitato di Liberazione Nazionale)はマッテイに国営石油会社Agipのリーダーの地位を与え、その解体を指示した。マッテイはこの指示に反してAgipの再建に努め、イタリアで最も経済的に影響力のある組織に仕立て上げた。

### イタリア国内での成功
1949年、マッテイは北イタリアには大量の石油とメタンが埋蔵されており、イタリアはエネルギー需要全てを自国の資源で満たせると声明を出し、さらに戦災で疲弊していたイタリアはすぐに裕福になるだろうと主張した。株式市場におけるAgipの価格は一挙に上昇し、Agipはイタリアにおいてしっかりした基盤を持った重要な企業になった。しかし実際には、エミリア＝ロマーニャ州ピアチェンツァ県にそこそこの量のメタンとわずかな石油が眠っていたに過ぎなかった。しかしAgipはイタリア領内において独占的な採掘権を手にすることに成功した。
このとき、マッテイはAgipの非公式な経済資源を使って政治家やジャーナリストに対して広範にわたって賄賂を贈ったとみられている。また、彼はパルチザン時代に知り合ったイタリア共産党のルイージ・ロンゴや極右政党のイタリア社会運動を利用した。Agipは何百ものイタリアの企業をコントロール下に収め、新聞社なども買収した。

### 国際石油市場への進出とメジャーへの挑戦
1953年、イタリア国営石油会社ENI(Ente Nazionale Idrocarburi)の設立が法制化された。これによりAgipはENIに吸収され、マッテイはENIの会長の座についた。ここにきて彼の関心は国際石油市場に向けられる。彼はたびたび小さな猫のたとえ話を使った。
「大きな犬どもが鉢の中でえさを食べているところに一匹の小猫がやってきた。犬どもは小猫を襲い、投げ捨てる。我々(イタリア)はこの小猫のようなものだ。鉢の中には皆のために石油がある。だがあるやつらは我々をそれに近づけさせたがらない。」
この寓話によって彼は当時のイタリアの貧困層から絶大な人気を集めた。こうしてイタリア人の心を掴んだ彼は政界からの援助も受けることになる。メジャーによる石油寡占を打破するため、ENIは中東の最貧国や共産圏の国々との協定を結んだ。1950年代後半にはすでにエクソンやロイヤル・ダッチ・シェルなどの巨大企業との競争を開始し、1957年、彼は極秘裏に対仏独立闘争をしていたアルジェリア独立派に対して融資を開始した。彼はチュニジアやモロッコと協定を結び、これらの国の石油採掘に関してフィフティ・フィフティ・パートナーシップを提唱した。このフィフティ・フィフティ・パートナーシップはそれまでメジャーにより結ばれてきた協定より産油国側にとってはるかに魅力的であった。また、イランとエジプトに対しては、より産油国側に有利な協定をオファーした。まずENIと産油国側が試掘・採掘のためのジョイント会社を設立するが、採掘に関わるリスクは全てENIが受け持つ。したがって仮に石油が出なかったとしても産油国側は1セントたりとも払う必要はない。ジョイント会社の社長は産油国側がなり、役員数はENIと産油国側で半々とする。さらに石油による利益は産油国側75パーセントに対しENI側が25パーセント。これが中東における採掘契約の新基準となり、これによりそれまでのメジャー主導型の採掘協定は過去のものとなった。マッテイは中東の石油試掘・採掘におけるメジャー寡占状態に穴を開けることに成功した。
次にマッテイは精製・販売においてもメジャー寡占を打破することを目指した。このとき自国イタリア市場はメジャーの代表格であるエクソンとBPに占められていた。1959年、マッテイはソ連のニキータ・フルシチョフと交渉し、市場価格より低い値段での石油輸入契約を結んだ。さらに中国とも輸入契約を結ぶことに成功し、ENIはイタリア市場だけでなくヨーロッパ市場においてもメジャーと互角以上の競争を演じた。マッテイ率いるENIの主導する価格競争に引きずり込まれたメジャーは1960年8月、産油国側になんの相談もなく石油買い取り価格を引き下げてしまう。これに猛反発を示した産油国側は1ヶ月後バグダードに集まり、OPECを結成することになる。

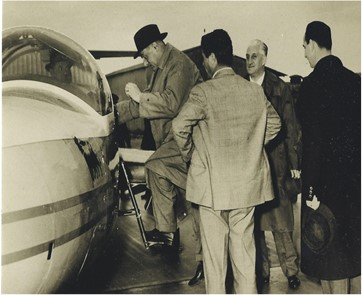
自家用機で移動するマッティ

1960年、彼はアメリカの石油独占の時代は終わったと宣言した。こうしてその実力を広く認知されたマッテイのENIはサハラにおけるメジャーによる採掘区分割に招かれた。しかしマッテイはアルジェリアの独立が協定署名のための条件であるとした。このため彼はフランスの反アルジェリア極右組織OASの標的となり、OASはあからさまな脅迫を始めた。1962年、彼の飛行機が破壊工作に遭ったが、偶然に彼のパイロットにより発見された。マッテイはCIAはもちろんのことイタリアの情報機関Sifarも信頼しようとせず、彼はENIスタッフやかつてのパルチザン仲間からなる個人護衛機関を組織した。

### 不可解な事故死

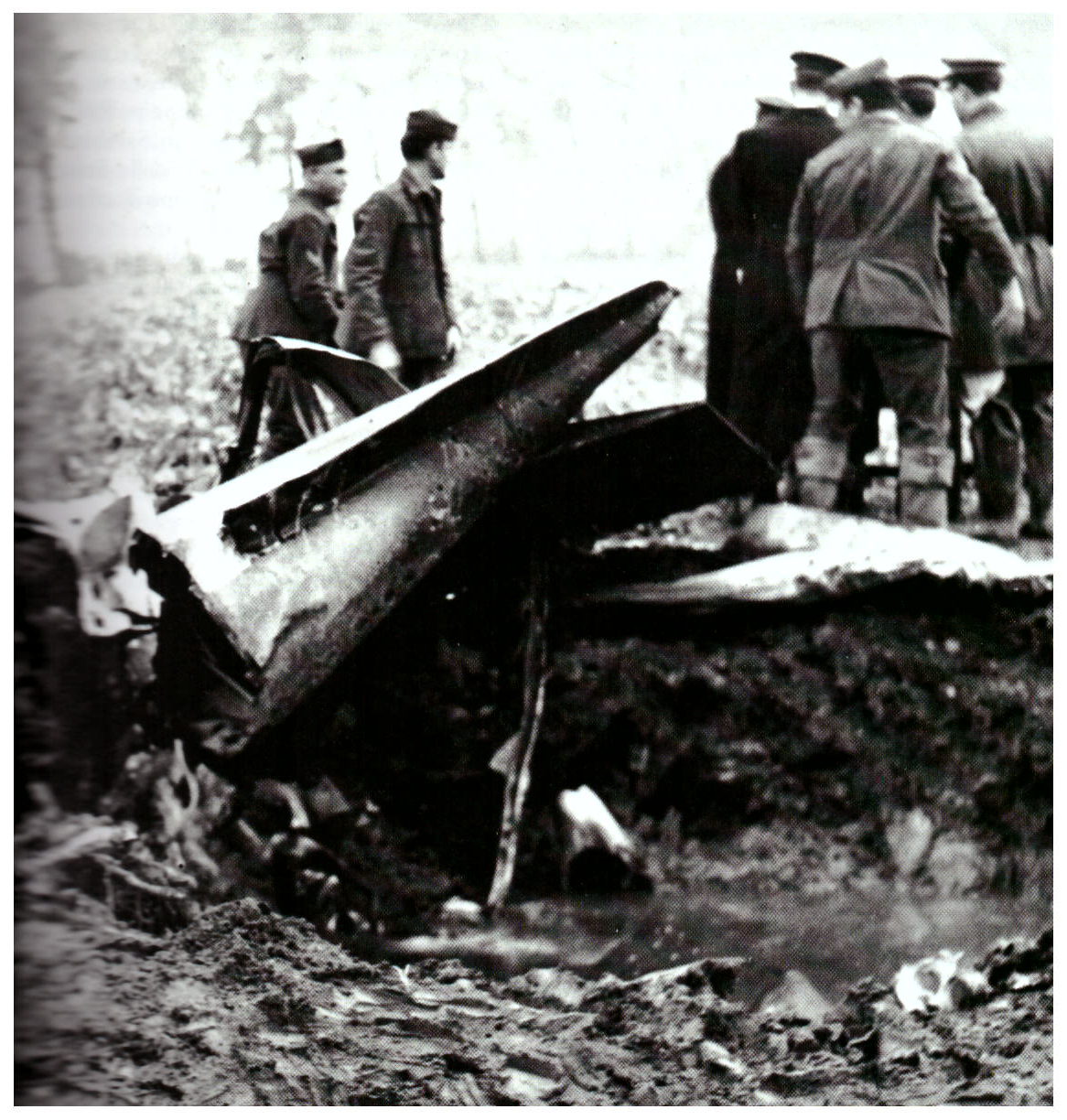
発見された事故機

1962年10月27日、彼の乗った自家用機はシチリアからミラノ・リナーテ国際空港へのフライト中、ロンバルディア州で嵐の中墜落した。マッテイのほかに彼のパイロットとアメリカ人ジャーナリスト、ウィリアム・マクヘイルも搭乗していたが3人全員が死亡した。公式には嵐による事故と発表されている。当時イタリア国防相だったジュリオ・アンドレオッティはこの事故調査の責任者だったが、2001年に放映されたテレビ・ドキュメンタリーによると、事故現場では証拠物品が即座に破棄されたとされている。1995年10月25日、国営イタリア放送協会は、マッテイと彼のパイロットの遺体を発見したと報道した。爆発によって変形した金属破片が彼らの骨の中から発見された。これにより、何らかの爆破装置の信管がランディング・ギアに仕組まれていたのではないかと一部で推測されている。

## 関連作品
映画
- 黒い砂漠（1972年、イタリア、監督：フランチェスコ・ロージ、主演：ジャン・マリア・ヴォロンテ）